# Robert Cupif
Robert Cupif, né le 4 avril 1612, mort le 21 septembre 1659, est un prélat français. Il a été évêque de Léon, mais abandonna ce siège précipitamment devant le retour de son prédécesseur. Il est transféré par le roi au siège de Dol en 1648. Il eut de nombreux litiges avec le chapitre de Dol. 

## Biographie
Parisien, mais d'une famille originaire d'Écosse, établie en Anjou, il était fils de Elie Cupif, président des Grands Jours de Vendôme (délégations ambulantes du Parlement de Paris, qui exerçaient une justice expéditive dans une région troublée), et de Marie Grimaudet. Il était cousin du célèbre Nicolas Fouquet, vicomte de Vaux et de Melun, surintendant des finances en 1660.
Il fait ses humanités à Paris et étudie la philosophie à la Sorbonne et le droit à Angers ou il obtient une licence in utroque jure vers 1622. Il est ordonné prêtre vers 1627. Son beau frère Fouquet de Chalain est vraisemblablement à l'origine de sa carrière épiscopale en Bretagne.
Prieur et doyen de l'église collégiale de Notre-Dame du Folgoët (1629-1650), le 11 juillet 1629, il fournit aveu au Roi de sa collégiale, y prenait les titres de « prêtre grand archidiacre », chanoine vers 1626;  Prieur commendataire de Locrist, doyen et gouverneur du Folgoët ; en 1625, il fut reçu avocat et substitut de procureur général du Parlement de Bretagne à Rennes ; quitta le doyenné du Folgoët en 1650. Grand Archidiacre, Official et Vicaire général de Quimper pendant 10 ans.
Louis XIII, sur la recommandation du cardinal duc de Richelieu, le nomma en 1637 à l'église de Léon, vacante. Il en fut confirmé évêque par bulles du Pape Urbain VIII en 1639 et sacré le 25 mars 1640 à Paris, dans l'église de l'abbaye Saint-Germain des Prés, par Victor Bouthillier, archevêque de Tours, son métropolitain, assisté des évêques de Nantes et de Saintes.
Ensuite, après avoir prêté à Paris le serment accoutumé, il fut reçu à Léon, et prit possession solennelle de cette église le 25 avril suivant.
En opposition avec René de Rieux, Anne d'Autriche, reine régente, désirant apaiser ce différend, nomma Robert Cupif à l'évêché de Dol par brevet du 24 novembre 1648, par suite de la permutation qu'il fit avec Antoine de Cohon de ses bénéfices contre cet évêché. Ayant obtenu ses bulles au mois de novembre 1652, il prit possession le 16 février 1653. Il n'occupa pas longtemps son nouveau siège, car son décès arriva en 1659. Il mourut à Rennes, en plaidant contre son chapitre, le 24 novembre 1659 (Duine).
Le président de Chalain lui fit faire de solennelles obsèques aux Carmes, où il fut enterré.
L'héritage du prélat comprenait une magnifique bibliothèque,,.

## Succession apostolique
Robert Cupif a ordonné les évêques suivants :
- Évêque Gabriel de Boislève (1651)